# Сихоте-Алински метеорит
Сихоте-Алинският метеорит (Сихоте-Алински железен метеоритен дъжд) е голям железен метеорит от групата на хексаедритите и принадлежащ към химическа група IIAB. Падането му на Земята е наблюдавано от голямо количество очевидци. При движението си в земната атмосфера той се раздробява на хиляди парчета и пада във вид на железен метеоритен дъжд. Създава най-обилния метеоритен дъжд, далеч надхвърлящ всички известни метеоритни потоци както по брой на отделните части, така и по общата им маса.

## Описание
Метеоритът пада в 10:38 часа на 12 февруари 1947 г. в западната част на вулканичната планинска система Сихоте Алин, в Усурийската тайга на Приморския край на Русия. Мястото на приземяването му е с координати 46° 9'36" N, 134° 39'12" E. Падането е придружено от ярък, огнен болид, наблюдаван в Хабаровски и Приморски район, в радиус до 400 км. Огнената топка се приближава от север под наклон от 41° и достига до 60°-70° по време на удара. Видимият диаметър на болида, заедно със светещата обвивка, се изчислява на 600 м. При разбиването му на късчета в атмосферата по пътя на движение се образува кафяво-червеникава прахова следа, която остава видима в продължение на часове. Дължината ѝ е определена на 33 ± 9 км. При удара в земята се чува силен грохот, а на места се усеща разтърсване на земята и сградите, много от прозорците на които са счупени. Космическото тяло навлиза в атмосферата със скорост 14 км/сек и първоначално тегло около 1000 т, но по-голямата част от него изгаря или се пръска по повърхността във вид на отломки с различни размери. По други преценки началното му тегло е било около 200 – 300 тона.

## Орбита
През 1954 г. Василий Фесенков и Туленкова изчисляват орбитата и установяват, че преди метеоритът да навлезе в атмосферата на Земята, той се движи около Слънцето в типично астероидна орбита с формата на елипса. Най-голямото ѝ разстояние от Слънцето попада в астероидния пояс, а най-малкото стига до земната орбита. Орбитата на метеорита вероятно е предизвикана от сблъсъци в Астероидния пояс. Разпадът на родителското тяло, който го е тласнал към тази орбита, по различни преценки е станал преди около 350 – 450 милиона години.

## Последствия
На мястото на падането тайгата е опустошена. На редица места са изкоренени грамадни дървета. Огромни кедри, отсечени от корените си, лежат радиално около кратерите. Много дървета на мястото на падането са отсечени, оцелява само малка част от тях, някои – със счупени върхове и корони. Из кратерното поле са разпръснати парчета от стволове, клонки и смърчови игли. Снегът, обсипан със земни и дървесни отломки, се е уплътнил толкова много, че лесно може да издържи теглото на възрастен човек.
Сред бъркотията от счупени дървета и обърната земя се виждат отделни кратери и по-малки ями. Около тях са разпръснати многобройни назъбени метеоритни отломки, а снегът е покрит със ситни частици метеоритен прах. Според спомените на един от участниците в първата, опознавателна експедиция, мястото на падането прилича на артилерийски полигон, на който отделните кратери са разположени толкова близо, сякаш голямокалибрена батарея е изстреляла залп на това място.

## Фрагменти
Космическото тяло има диаметър от няколко метра и маса от стотици тона. При движението си през атмосферата, то се разкъсва няколко пъти. Повече от 100 хиляди фрагмента, тежащи от грам до стотици и дори хиляди килограма, са разпръснати по повърхността, или са забити в стволовете на дърветата. Отломките покриват елипсовидна област от 1,6 км2 върху заснежените западни склонове на планината Сихоте-Алин. Голямата ос на елипсата, с ориентация север-юг е 2,1 км, а малката с посока изток – запад – 1,0 км. Повечето от фрагментите обаче са намерени на една малка площ с размери 660 х 100 метра, тъй като последното разкъсване е станало на сравнително ниска височина и парчетата не са имали достатъчно време да се разпръснат. Най-голямото количество от фрагменти е намерено близо до южната граница на района, в съответствие с посоката на падане. В северната част, където падат по-малко метеорити, не са образувани ударни кратери и ями и пробите са намерени по повърхността на земята.
Открити са 24 метеоритни кратера с диаметър от 9 до 26 м, 98 кратера с диаметър от 0,5 до 9 м и 78 дупки с диаметър под 0,5 м, образувани от падането на отделните му части. Това го прави най-голямото, открито досега, поле от ударни метеоритни кратери. Когато по-големите от парчетата, с тегло от няколкостотин килограма до няколко тона, се удрят в скали, се разпадат на множество фрагменти и образуват метеоритен прах, който се посипва по кратерите и около тях. Общата маса на събраната метеоритна материя от цели метеорити и техни фрагменти е около 27 тона. По данни на Международното метеоритно общество тази маса е 23 т. Най-големите намерени късове са с тегло 1745, 1000, 700, 500, 450 и 350 кг. Най-големият е покрит с регмаглипти и има формата на щит с приблизителни размери 1,2 x 1,0 x 0,5 м. По краищата му са образувани удължени канали, успоредни на посоката на по̀лета. На върха се простира пукнатина и разделя масата почти на две половини. Според научните оценки още около 40 тона метеоритен материал е заровен в земята и скрит в тайгата.
Първото разкъсване става на височина от около 25 км, а последното – на около 6 км от земята. Парчетата от първите етапи на раздробяване преминават най-дълъг път в атмосферата, по време на което повърхността им силно се нагрява. Топенето и аблацията, на които са подложени, водят до създаването на вълнообразна повърхност и добре оформена кора със сиво-виолетов оттенък. Някои от тях не променят траекторията си при по-нататъшния полет в атмосферата и придобиват форма, наподобяваща главата на снаряд. Други се въртят интензивно, вследствие на което се закръглят, имат добре изразена разтопена кора и регмаглиптов релеф – повърхността им е осеяна с вдлъбнатини с различен размер и дълбочина, напомнящи на пръстови отпечатъци в мека глина.
Фрагментите от втория етап на разрушаване имат по-фин и по-остър релеф. Те са отделени от метеорита на по-ниска височина и също имат регмаглиптов релеф, както и разтопена кора. Успели са да претърпят макар и по-малко, но все пак значителни промени при движението си през атмосферата, но запазват формата на отломки, получена в резултат на разрушаване на метеоритното тяло.
Парчетата от третия етап изобщо не съдържат следи от преминаването през атмосферата и почти напълно запазват първоначалната вътрешна кристална структура на небесното тяло, което представлява най-голям интерес за учените. Те повтарят формата на части от вътрешната структура на материята на метеорита. Често са лишени от разтопена кора и регмаглиптов релеф. Такива отломки лесно се покриват със слой ръжда и се разрушават.

## Състав и класификация
Метеоритът е класифициран като грубоструктурен октаедрит. Тази структура се характеризира с фино срастване на камаситни и тенитни ленти, които се пресичат една с друга под различни ъгли и образуват т.нар. „видманщетенови фигури“. Камаситът е сплав от желязо и 4 – 7 % никел, а тенитът – от желязо и между 27 и 65% никел. Срастването на по-големи камаситни и тенитни плочи има пространствено разположение под формата на октаедър.
Метеоритът се състои от 93,29% желязо, 5,94% никел, 0,46% фосфор, 0,38% кобалт, 0,28% сяра, 0,03% мед, галий – 52 части на милион, германий – 16 на милион и иридий – 0,03 на милион. Този състав го отнася към химическата група ІІАВ (стара IIB) от класификацията на железните метеорити. Този тип железни метеорити се характеризира с едно от най-ниските съдържания на никел. Изобилието от микроелементи предполага, че те са образувани в ядрото на диференциран астероид тип С, чието формиране е било прекъснато от няколко въздействия.
Минералният състав е доминиран от метално желязо. Метеоритът е съставен от разпръснати железни елементи, пролуките между които са запълнени с редките минерали шрайберзит и троилит. Присъстват и незначителни количества от хромит. Именно този тип структура е причинила лесното му разрушаване във въздуха. Приблизително половината от участъците не показват видманщетенова структура, а само повече или по-малко равноаксиални камаситни зърна и развити наоколо големи включвания на шрайберзит и троилит. Якостта на опън, тествана при по-малки частици на метеорита е 43,15 N/mm2, при компресия почти 400 N/mm2. При по-големите екземпляри, с включвания в тях, се отчита много по-ниска якост на опън – около 5 N/mm2.
При фин срез на парче метеорит могат да се видят големи, неплътно свързани кристали с ъгловата форма, които са се образували по време на много бавно охлаждане на стопилка от желязо, никел и кобалт при липса на кислород. Предполага се, че небесното тяло, в дълбините на което това се е случило, се е разрушило преди около 350 – 450 милиона години. Според някои астрономи преди 70 милиона години е последвало ново раздробяване, при което се е образувал фрагментът, паднал на Земята през 1947 година.

## Произход
Учените все още продължават да спорят за произхода на Сихоте-Алинския метеорит. Някои го смятат за част от астероид, който се е разрушил преди милиони години. Други твърдят, че този и други подобни железни метеорити са напълно независими небесни тела, образувани преди 4,5 милиарда години от материя, която не е била включена при формирането на планетите от Слънчевата система.

## Експедиции
Разпилените части от метеорита са открити на следващия ден след падането му, а две седмици по-късно първите изследователи вече са там. На 14 февруари мястото на катастрофата е забелязано случайно от въздуха от пилоти, извършващи планиран полет. При пристигането си в Хабаровск те докладват своите наблюдения на Геологическия отдел, който незабавно организира опознавателна експедиция, състояща се от трима геолози, чиято задача е предварителното проучване на мястото на падане. На 21 февруари участниците излитат от Хабаровск, а на 24 февруари, след двудневно трудно пътешествие през тайгата, стигат до мястото на падане. В създадения хаос те откриват около 30 кратера, най-големият от които е с диаметър 26 м и дълбочина 6 м. Геолозите прекарват на терен само около седмица, изготвят план-схема на местоположението на кратерите, взимат няколко отломки за изследване и се завръщат в Хабаровск.
Със заповед на Министерския съвет на СССР цялата област незабавно е обявена за резерват и е предадена за цялостно проучване на Академията на науките. Организирана е нова, по-мащабна експедиция, която пристига на мястото в края на април. Ръководена е от академик Василий Фесенков, един от основоположниците на астрофизиката в Русия, който оглавява новосъздадения Комитет по метеоритите. Включен е и опитният изследовател Евгений Кринов, който е участвал в експедиция за проучване и изследване на Тунгуския метеорит. Към експедицията е включено и едно подразделение сапьори. Участниците провеждат подробно проучване на мястото на катастрофата, интервюират очевидци, извършват теодолитно проучване на района и събират няколко тона отделни екземпляри и фрагменти от метеорния поток. Тази експедиция поставя основата на много години последващи изследвания в Сихоте Алин, които продължават и до наши дни.
През следващите три десетилетия Комитетът по метеоритите организира 15 експедиции до Сихоте Алин. Техните участници картографират терена с помощта на въздушна фотография и подробно описват мястото на падането. Преброяват кратерите и ги класифицират по размер и дълбочина. Събират и още няколко хиляди метеоритни фрагменти. По време само на 15-та експедиция са събрани толкова много, че за да бъдат транспортирани до Москва е отделен цял железопътен вагон. Резултатите са публикувани в отделни статии и като двутомна монография под редакцията на Василий Фесенков и Евгений Кринов (1959, 1963 г.). През 1967 г, след пауза от 17 години, както и през следващите години са изпратени нови експедиции.

## Любопитно
- В момента на падане на метеорита художникът Пьотър Медведев рисува и довършва един пейзаж в покрайнините на град Иман (днес Далнереченск). Той става очевидец на събитието – вижда как безоблачното небе бързо придобива необичаен червеникаво-кафяв цвят. Буквално няколко мига по-късно се появява огнена топка от ярка, жълта светлина, която със силен вой се втурва по небето от север на юг, оставяйки зад себе си гъста димна следа. Силно впечатлен, художникът веднага добавя към пейзажа видяното. По указание на Фесенков експедицията получава от него картината, изобразяваща катастрофата, и днес тя се намира в музея на Комитета по метеоритите на Руската академия на науките.[6][7]

- С настъпването на Перестройката десетки хора, въоръжени с лопати и металотърсачи, потеглят за тайгата, търсейки парчета от метеорита. Намереното все още се появява на онлайн търгове и късчетата са много търсени сред купувачите. Това се улеснява от широко разпространеното суеверие, че парчета метеорит могат да имат положителен ефект върху здравето на собствениците им и да им донесат невиждан късмет.[6]

## Памет
- Малкото селце Бейцухе, до което пада метеоритът, получава логичното име Метеоритни.[6]
- Съименници му стават и две малки рекички, течащи на мястото на падането. Сега те се наричат Большой и Малый метеоритный.[6]
- През 1957 г. пощата на СССР издава марка с картината на Пьотър Медведев, изобразяваща падането на метеорита.[6]